# Elizabeth Masson
Elizabeth Masson (* 1806 in Schottland; † 9. Januar 1865 in London) war eine britische Sängerin und Komponistin.
Masson erhielt Gesangsunterricht bei Mrs. Henry Smart und Giuditta Pasta in Italien. Sie debütierte 1831 als Sängerin und hatte Auftritte in Konzerten der Royal Philharmonic Society. 1839 wirkte sie an der Gründung der Society of Female Musicians mit, welche sich 1866 mit der Royal Society of Musicians vereinte. Nach ihrer Gesangstätigkeit arbeitete sie als Lehrerin und Komponistin. Sie verfasste Lieder und Liedarrangements, darunter die Sammlung Original Jacobite Songs, in der schottische Volksweisen verwendet werden.